# Tyron Akins
Tyron Akins (* 6. Januar 1986) ist ein nigerianischer Hürdenläufer US-amerikanischer Herkunft, der sich auf die 110-Meter-Distanz spezialisiert hat.
2008 wurde er Sechster beim Leichtathletik-Weltfinale.
Seit 2014 startet er für Nigeria. Im selben Jahr schied er bei den Commonwealth Games in Glasgow im Vorlauf aus, siegte bei den Leichtathletik-Afrikameisterschaften in Marrakesch und wurde Fünfter beim Leichtathletik-Continentalcup in Marrakesch.
2015 gewann er Bronze bei den Afrikaspielen in Brazzaville.

## Persönliche Bestzeiten
- 60 m Hürden (Halle): 7,60 s, 10. Februar 2009, Liévin
- 110 m Hürden: 13,25 s, 13. Juni 2008, Des Moines